# Jewhen Banada
Jewhen Wołodymyrowycz Banada, ukr. Євген Володимирович Банада (ur. 29 lutego 1992 w Nikopolu, w obwodzie dniepropetrowskim, Ukraina) – ukraiński piłkarz, grający na pozycji pomocnika.

## Kariera piłkarska

### Kariera klubowa
Wychowanek klubu Kołos Nikopol, a potem Szkół Sportowych w Dniepropetrowsku i Doniecku, barwy których bronił w juniorskich mistrzostwach Ukrainy (DJuFL). W 2009 rozpoczął karierę piłkarską w klubie Olimpik-UOR Donieck, występującej w amatorskich mistrzostwach obwodu. Latem 2011 został zaproszony do FK Ołeksandrija. Najpierw występował w drużynie młodzieżowej, a 14 lipca 2012 debiutował w podstawowym składzie klubu w meczu z Dynamem-2 Kijów.

### Kariera reprezentacyjna
Występował w młodzieżowej reprezentacji Ukrainy.

## Sukcesy i odznaczenia

### Sukcesy klubowe
PFK Oleksandria
- mistrz Ukraińskiej Pierwszej Ligi: 2014/15
- wicemistrz Ukraińskiej Pierwszej Ligi: 2013/14
- brązowy medalista Ukraińskiej Pierwszej Ligi: 2012/13